# Comptador japonès
En japonès, el classificador numèric o comptador (助 数词, josūshi) s'usa amb els numerals per enumerar coses, accions i successos. En japonès, com en xinès i coreà, els numerals no poden quantificar els substantius per si mateixos (amb excepció, en certs casos, dels nombres d'un a deu, veure més endavant). Per exemple, per expressar la idea de "dos gossos" en japonès s'ha de dir inu nihiki (犬 二 匹, lit. gos dos comptador per animals petits). Aquí inu 犬 significa "gos", ni 二 és el nombre dos, i hiki 匹 és el comptador per a animals petits. Els comptadors no són paraules independents, ja que sempre apareixen precedits per un numeral.
Els classificadors numèrics s'assemblen en la seva funció, com per exemple a la paraula 'full' en frases 'dos fulls de paper' o la paraula 'tassa' a 'tres tasses de cafè', però en japonès, (gairebé) tots els substantius requereixen un classificador per enumerar-los. En aquest sentit, tots els substantius japonesos es podrien interpretar com substantius no comptables. Aquesta característica gramatical pot causar que hi hagi situacions en què un no pot expressar la quantitat d'un objecte en particular de forma gramaticalment correcta perquè no coneix o no pot recordar el classificador numèric apropiat. Per als nombres d'un a deu, aquest problema se soluciona parcialment utilitzant directament la numeració tradicional (vegeu més avall) que pot ser usada per quantificar alguns substantius per si mateixa. Per exemple, quatre pomes és ringo yonko (リンゴ 四 個,) on ko (個) és el comptador), però també es pot expressar fent servir el numeral tradicional quatre així: ringo yottsu (リンゴ 四つ). Però aquests numerals tradicionals no poden usar-se per explicar tota mena de substantius; alguns, incloent persones i animals, requereixen el classificador corresponent.
També hi ha un ús dels classificadors intencionadament erronis per donar efectes humorístics, sarcàstics, o insultants. Per exemple, un podria dir 男一匹 な のに (Otoko ippiki nano ni, 男一匹 な のに, És que sóc un simple home). En utilitzar el classificador hiki (匹), per a animals petits (exceptuant aus i conills), se suggereix humorísiticament que la persona està aclaparada per obstacles superiors.
Alguns dels classificadors més corrents poden ser utilitzats en lloc dels menys corrents. Per exemple, 匹 (hiki) s'usa freqüentment per a la major part d'animals, sense importar la mida. No obstant això, molts parlants es corregiran a si mateixos i usaran el classificador tradicionalment "correcte", 头 (to), quan es parla de cavalls, o un altre bestiar, per exemple.
Tal com en català, es pot utilitzar diferents classificadors parell al mateix objecte, amb variacions en el significat. Es pot dir en espanyol un tros de pa o un tall de pa, i canvia el referent. Aquests matisos s'expressen en japonès dient パン 一 斤 (pan ikkin), lit. 'Pa un-tros "comparat amb パン 一 枚 (pan ichimai, パン 一 枚?), lit.' Pa un-objecte-aplanat '.

## Taula dels numerals tradicionals
| Numeral | Japonès | Pronunciació (rōmaji)             | Pronunciació (hiragana) |
| ------- | ------- | --------------------------------- | ----------------------- |
| 1       | 一つ    | hitotsu                           | ひとつ                  |
| 2       | 二つ    | futatsu                           | ふたつ                  |
| 3       | 三つ    | mittsu                            | みっつ                  |
| 4       | 四つ    | yottsu                            | よっつ                  |
| 5       | 五つ    | itsutsu                           | いつつ                  |
| 6       | 六つ    | muttsu                            | むっつ                  |
| 7       | 七つ    | nanatsu                           | ななつ                  |
| 8       | 八つ    | yattsu                            | やっつ                  |
| 9       | 九つ    | kokonotsu                         | ここのつ                |
| 10      | 十      | tō                                | とお                    |
| 20      | 二十    | hatachi (només usat per a l'edat) | はたち                  |

## Llista dels comptadors
| Pronunciació   | Japonès          | Ús |
| -------------- | ---------------- | --- |
| ba             | 場               | Escena d'una obra teatral |
| ban            | 晩               | Nits (v. t.: ya) |
| ban            | 番               | Partits (en esports) |
| bi             | 尾               | peixos i crustacis (usat en el comerç de la pesca; la majoria de persones el substitueixen per hiki)                                                                                        |
| bu             | 部               | Exemplars de revistes o diaris |
| bun            | 文               | Oracions, frases |
| byō            | 秒               | Segons |
| chaku          | 着               | Vestits, peces de vestir (v. t.: mai) |
| chō            | 挺               | armes, vares de tinta, palanquins, jinrikishas, violins |
| chō            | 丁               | eines, tisores, serres, pantalons, pistoles, llesques de tofu, illes (de casa) |
| dai            | 代               | Generacions, períodes històrics, regnats |
| dai            | 台               | Automòbils, bicicletes, màquines, aparells mecànics, electrodomèstics |
| danraku        | 段落             | Paràgrafs |
| do, o tabi     | 度               | Cop, repeticions d'un succés (v. t.: kai). |
| fuku, puku     | 服               | Tasses de matxa (té verd en pols); paquets o dosis de medicaments en pols |
| fuku, puku     | 幅               | Rotllos verticals (kakejiku) |
| fun, pun       | 分               | Minuts |
| furi           | 振               | Espases |
| gatsu, o tsuki | 月               | Mesos de l'any. |
| go             | 語               | paraules |
| gon, o koto    | 言               | Paraules |
| gu             | 具               | Armadures, conjunts de mobles |
| gyō            | 行               | Línies de text, renglons |
| haku           | 泊               | Nits d'estàncies |
| hari           | 張               | Paraigües, para-sols, tandes (o carpes) |
| hashira        | 柱               | Deidats, taules commemoratives |
| hatsu, patsu   | 発               | Dispars, baless, focs artificials |
| hiki, piki     | 匹               | Animals petits, insectes, peces, rèptils, amfibis |
| hin, pin       | 品               | Parts d'un àpat, plats (de menjar) (v. t.: shina) |
| ho, po         | 歩               | Passos (al caminar) |
| hon, pon,bon   | 本               | Objectes allargats i prims: rius, camins, corbates, llapis, ampolles, guitarres. |
| ji             | 字               | Lletres, kanji, kana |
| ji             | 児               | Nens. |
| ji             | 時               | La hora (1a., 2a., etc.) del dia |
| Jikan          | 时间             | Períodes mesurats en hores |
| Jō             | 畳               | Estores de tatami. Elkanji 畳 també es llegeixtatamii és el mateix que s'usa per a les estores. La mida dels quarts washitsu al Japó es mesura en nombre de estores, per exemple:4jōi 1 / 2 |
| Ka             | 架               | Marcs |
| Kabua          | 株               | Accions, arbres de viver |
| Kakoku         | ヶ国, 箇 国      | Països |
| Kakokugo       | ヶ 国語, 箇 国语 | Idiomes (nacionals) |
| Kaku           | 画               | Traços Enkanji |
| Kai            | 回               | Vegades, repeticions d'un succés (vt:do) |
| Kai            | 阶               | Nombre de pisos, nivells (plantes d'edificacions) |
| Kan            | 贯               | Trossos de nigiri-Zushi |
| Kan            | 舰               | Naus de guerra |
| Ken            | 件               | Assumptes i casos abstractes |
| Ken            | 轩               | Cases |
| Ki             | 机               | Avions, màquines |
| Ki             | 基               | Tomba, garlanda, CPU, reactor, ascensor, presa |
| Kire           | 切れ             | Tallades (de pa, de coca, desashimi, etc.) |
| Ko             | 个, 箇, o ヶ     | Classificador general, es fa servir quan no hi ha classificador específic. També s'usa 个 per unitats militars.                                                                             |
| Ko             | 戸               | Cases (戸 significa "porta (lliscant d'estil japonès)") |
| Ko             | 校               | Col·legis, escoles |
| Ko             | 稿               | Esborranys d'un manuscrit |
| Koma           | 出, コマ         | Marc, panells. Pràcticament <! - 'Virtualment' -> 出 en l'actualitat no s'usa. |
| Ku             | 区               | Zones, districtes d'una ciutat |
| Ku             | 句               | Poemes o versos d'un haiku, o senryū |
| Kuchi          | 口               | Comptes bancaris, donacions (口 significa "obertura" o "entrada") |
| Kumi           | 组               | Grups, parelles de persones (com bessons, esposos, ballarins, etc.) |
| Kurasu         | クラス           | Classes, cursos (grups d'estudiants) |
| Kyaku          | 脚               | Escriptoris, cadires, copes de coll llarg |
| Kyaku          | 客               | Jocs de tassa i platerets |
| Kyoku          | 曲               | Peces musicals |
| Kyoku          | 局               | Partits de jocs de taula (escacs,igo,shogi,mahjong); estacions de ràdio, de televisió |
| Mai            | 枚               | Objectes prims i aplanats, fulls de paper, fotografies, plats (vaixella), peces de vestir (vt:chaku)                                                                                        |
| Maki           | 巻               | Rotlles |
| Maku           | 幕               | actes teatrals |
| Mei            | 名               | Persones (respectuosament) (名 significa "nom") |
| Men            | 面               | Miralls, taulers de joc (escacs,igo,shogi), nivells de videojocs, paret és d'una habitació, pistes de tennis (面 significa "superfície")                                                    |
| Mon            | 门               | Canons |
| Mon            | 问               | Preguntes |
| Tenen          | 年               | Anys, graus (anys) escolars, no per l'edat |
| Nichi          | 日               | El dia d'un mes (exceptuant els casos de la taula d'excepcions més avall) |
| Nin            | 人               | Persones (exceptuant els casos de la taula d'excepcions més avall) |
| Ninmae         | 人 前            | Racions de menjar (sense excepcions, a diferència decap) |
| Pēji           | ページ, 页       | Pàgines |
| Rin            | 轮               | Rodes, flors |
| Ryo            | 両               | Vagons ferroviaris |
| Sai            | 才 o 歳          | Edat |
| Sao            | 棹               | Armaris (amb calaixos), banderes |
| Satsu          | 册               | Llibres |
| Seki           | 席               | Seients, funcions de rakugo, festes (de beguda) |
| Seki           | 只               | Vaixells |
| Shin           | 品               | Parts d'un àpat, plats (de menjar) (vt:hin) |
| Xa             | 社               | S'usa per a negocis, companyies, ie 会 社 |
| Shō            | 胜               | Encerts (en torns d'esports) |
| Shu            | 首               | Poemes tanka |
| Shu            | 周               | Setmana s |
| Shuruioshu     | 种类 o 种        | Classes, espècies |
| Soku           | 足               | Parells de sabates, parells de mitjons, mitjanes, i Tabi. |
| Tai            | 体               | Imatges, relíquies d'una persona |
| Tawara         | 俵               | Sacs (costals) de arròs |
| Teki           | 滴               | Gotes d'un líquid |
| Ten            | 点               | Punts (en sentit literal i figurat) |
| Tō             | 头               | Animals grossos, bestiar, elefant s (头 significa "cap") |
| Tsu            | 通               | Cartes |
| Tsūwa          | 通话             | Trucades telefòniques (vt:hon) |
| Toki           | 时               | Parts d'un dia, la sisena part del dia o la nit (en la forma tradicional, ja arcaica, de donar l'hora).                                                                                     |
| Tsubo          | 坪               | Unitat de superfície d'ús comú equivalent a 3,3 metres quadrats. |
| Wa             | 羽               | Aus, conills * (causa de les seves orelles llargues); 羽 significa "ploma" o "ala". |
| Wa             | 把               | Manats, fas, rams |
| Ja             | 夜               | Nits (v. t.:ban ') |
| Zen            | 膳               | Parells de escuradentss, bols d'arròs |